# Nati nel 1931/Giugno
| Questa pagina contiene informazioni ricavate automaticamente dalle voci biografiche con l'ausilio del template Bio e di un bot. L'aggiornamento è periodico e automatico e ricostruisce completamente la pagina. Se manca una persona in questa lista, sei pregato di non aggiungerla, ma accertati piuttosto che la sua voce biografica contenga il template Bio e che i dati anagrafici siano correttamente compilati. Se il template Bio manca, inseriscilo tu stesso o, in alternativa, metti l'avviso {{tmp\|Bio}} che ne segnala la mancanza. Se i dati riportati sono sbagliati, correggi direttamente la voce biografica; le modifiche saranno visibili in questa lista entro pochi giorni. Per chiarimenti vedi il progetto biografie. La lista contiene solo le 171 persone che sono citate nell'enciclopedia e per le quali è stato implementato correttamente il template Bio. Pagina aggiornata al 26 lug 2025. |

- 1º giugno - Desmond Heeley, costumista e scenografo britannico († 2016)
- 1º giugno - Walter Horak, calciatore austriaco († 2019)
- 1º giugno - Anna Sommi, cestista italiana
- 1º giugno - Danilo Tani, politico italiano († 2009)
- 2 giugno - Antonio Aurigemma, politico e giornalista italiano († 2008)
- 2 giugno - Sandro Viola, giornalista italiano († 2012)
- 2 giugno - Viktor Carëv, calciatore e allenatore di calcio sovietico († 2017)
- 2 giugno - Jacques Garelli, poeta e filosofo francese († 2014)
- 2 giugno - Elena Kittnarová, soprano slovacco († 2012)
- 2 giugno - Dina Luce, giornalista, scrittrice e conduttrice radiofonica italiana († 2020)
- 2 giugno - Gianni Meccia, cantautore, paroliere e compositore italiano († 2024)
- 3 giugno - Franco Carminati, calciatore e allenatore di calcio italiano († 2013)
- 3 giugno - Raúl Castro, rivoluzionario, politico e generale cubano
- 3 giugno - Carmen Dell'Orefice, modella e attrice statunitense
- 3 giugno - Ol'ga Gomel'skaja, cestista sovietica († 1995)
- 3 giugno - Anthony Harvey, regista e montatore britannico († 2017)
- 3 giugno - John Norman, scrittore statunitense
- 3 giugno - Lindy Remigino, velocista statunitense († 2018)
- 3 giugno - Jack Spargo, ex pallanuotista statunitense
- 3 giugno - Vincenzo Zucconelli, ex ciclista su strada italiano
- 4 giugno - Jack Donohue, allenatore di pallacanestro statunitense († 2003)
- 4 giugno - Kelsang Gyatso, monaco buddhista tibetano († 2022)
- 4 giugno - Italo Marra, calciatore italiano
- 4 giugno - Gustav Nossal, biologo e immunologo austriaco
- 4 giugno - Jan Zábrana, scrittore e traduttore ceco († 1984)
- 5 giugno - David Browning, tuffatore statunitense († 1956)
- 5 giugno - Jacques Demy, regista cinematografico e sceneggiatore francese († 1990)
- 5 giugno - Géza Gulyás, calciatore ungherese († 2014)
- 5 giugno - Jerzy Prokopiuk, filosofo, saggista e traduttore polacco († 2021)
- 6 giugno - Kiki Dimoulà, poetessa greca († 2020)
- 6 giugno - Richard Hickock, criminale statunitense († 1965)
- 6 giugno - Joan Marshall, attrice statunitense († 1992)
- 6 giugno - Víctor Mora, fumettista, scrittore e sceneggiatore spagnolo († 2016)
- 7 giugno - Carlo Calzà, ex pattinatore di velocità su ghiaccio italiano
- 7 giugno - Andrea Gemma, vescovo cattolico e scrittore italiano († 2019)
- 7 giugno - D. M. Jayaratne, politico singalese († 2019)
- 7 giugno - Miklós Lovas, astronomo ungherese († 2019)
- 7 giugno - Virginia McKenna, attrice britannica
- 7 giugno - Dorothy Stang, religiosa e missionaria brasiliana († 2005)
- 7 giugno - Raniero Vanni d'Archirafi, diplomatico italiano
- 8 giugno - Barbara Adolph, attrice e doppiatrice tedesca
- 8 giugno - Egidio Caporello, vescovo cattolico italiano († 2022)
- 8 giugno - Enzo Erminero, politico italiano († 2023)
- 8 giugno - James Goldstone, regista e sceneggiatore statunitense († 1999)
- 8 giugno - Rosario Nicoletti, politico italiano († 1984)
- 8 giugno - Raine Nuutinen, cestista finlandese († 2012)
- 8 giugno - Dana Wynter, attrice britannica († 2011)
- 9 giugno - Françoise Arnoul, attrice francese († 2021)
- 9 giugno - Roberto Falaschi, ciclista su strada italiano († 2009)
- 9 giugno - Karl Nickerl, calciatore austriaco († 2011)
- 9 giugno - Joe Santos, attore statunitense († 2016)
- 10 giugno - Giuseppe Camadini, dirigente d'azienda italiano († 2012)
- 10 giugno - Gaston Geens, politico belga († 2002)
- 10 giugno - João Gilberto, cantante e chitarrista brasiliano († 2019)
- 10 giugno - Giovanni Gramondo, politico italiano († 2004)
- 11 giugno - Enzo Benedetti, calciatore e allenatore di calcio italiano († 2017)
- 11 giugno - Michele Gismondi, ciclista su strada italiano († 2013)
- 11 giugno - June Laverick, attrice e modella britannica
- 11 giugno - Frédérick Tristan, scrittore francese († 2022)
- 11 giugno - Ray Wood, allenatore di calcio e calciatore inglese († 2002)
- 12 giugno - Guglielmo Capacchi, storico e linguista italiano († 2005)
- 12 giugno - Mimi Coertse, soprano sudafricano
- 12 giugno - Derek Raymond, scrittore britannico († 1994)
- 12 giugno - Antonio Dimitri, attore e cantante italiano († 2019)
- 12 giugno - Barbara Hillary, infermiera, oratrice e viaggiatrice statunitense († 2019)
- 12 giugno - Trevanian, scrittore statunitense († 2005)
- 13 giugno - Moysés Baumstein, artista brasiliano († 1991)
- 13 giugno - Duilio De Pieri, ciclista su strada italiano († 2004)
- 13 giugno - Giorgio Fiocco, fisico italiano († 2012)
- 13 giugno - Jean-Jacques Marcel, calciatore francese († 2014)
- 13 giugno - Věra Suková, tennista cecoslovacca († 1982)
- 13 giugno - Herbert Wilf, matematico statunitense († 2012)
- 13 giugno - Irvin Yalom, scrittore, psichiatra e docente statunitense
- 14 giugno - Mario Bernardis, ex arbitro di calcio italiano
- 14 giugno - Marla Gibbs, attrice e cantante statunitense
- 14 giugno - Junior Walker, sassofonista e cantante statunitense († 1995)
- 14 giugno - Sieghardt Rupp, attore austriaco († 2015)
- 14 giugno - Antoni B. Stępień, filosofo polacco
- 15 giugno - Ingrid van Bergen, attrice e doppiatrice tedesca
- 15 giugno - Angelo Colla, calciatore italiano († 2013)
- 15 giugno - Natale Colla, calciatore italiano († 2014)
- 15 giugno - Dino Emanuelli, attore e autore televisivo italiano († 2017)
- 15 giugno - Budd Hopkins, pittore e scultore statunitense († 2011)
- 15 giugno - Emanuele Pacifici, storico e superstite dell'Olocausto italiano († 2014)
- 15 giugno - Juan Peréda Asbun, politico e generale boliviano († 2012)
- 16 giugno - Robert Burnham, Jr., astronomo statunitense († 1993)
- 16 giugno - Oskár Elschek, etnomusicologo slovacco
- 16 giugno - Nicola Giordano, chimico italiano († 1996)
- 16 giugno - Robert Freeman Smith, politico statunitense († 2020)
- 16 giugno - John Shelby Spong, filosofo, teologo e educatore statunitense († 2021)
- 17 giugno - Giancarlo Bacci, calciatore italiano († 2014)
- 17 giugno - John Baldessari, architetto e performance artist statunitense († 2020)
- 17 giugno - Yves Barsacq, attore e doppiatore francese († 2015)
- 17 giugno - Ben Nsibandze, politico swati († 2021)
- 17 giugno - Dominic Frontiere, compositore statunitense († 2017)
- 17 giugno - Worthy Patterson, cestista statunitense († 2022)
- 18 giugno - Fernando Henrique Cardoso, politico brasiliano
- 18 giugno - Antonio Dorado Soto, vescovo cattolico spagnolo († 2015)
- 18 giugno - Anja Lamminpää, ex cestista finlandese
- 18 giugno - Johnny Matchefts, hockeista su ghiaccio statunitense († 2013)
- 18 giugno - Eddie Miller, cestista statunitense († 2014)
- 18 giugno - Elisa Montessori, pittrice italiana
- 18 giugno - Mario Pantaleoni, calciatore e allenatore di calcio italiano († 1981)
- 18 giugno - Ero Rossi, calciatore italiano († 2000)
- 18 giugno - Klaus Wunderlich, organista e compositore tedesco († 1997)
- 19 giugno - Czesław Białas, sollevatore polacco († 1991)
- 19 giugno - Elia Fiorini, ex calciatore italiano
- 19 giugno - Clara Gallini, antropologa e etnologa italiana († 2017)
- 19 giugno - Toni Lander, ballerina danese († 1985)
- 19 giugno - Nicoletta Ramorino, attrice e doppiatrice italiana († 2025)
- 20 giugno - Olympia Dukakis, attrice, regista teatrale e direttrice artistica statunitense († 2021)
- 20 giugno - Mary L. Good, chimica statunitense († 2019)
- 20 giugno - James Tolkan, attore statunitense
- 20 giugno - Annamaria Tonini, cestista italiana († 2023)
- 21 giugno - Hubert Bucher, vescovo cattolico e missionario tedesco († 2021)
- 21 giugno - Carla Colombo, montatrice italiana († 2023)
- 21 giugno - Luigi Di Bernardo, militare italiano († 1971)
- 21 giugno - Sergio Gibello, attore e doppiatore italiano († 2022)
- 21 giugno - Zlatko Grgić, animatore croato († 1988)
- 21 giugno - Margaret Heckler, politica e ambasciatrice statunitense († 2018)
- 21 giugno - Enzo Maiorca, apneista italiano († 2016)
- 21 giugno - Erik Neutsch, scrittore tedesco († 2013)
- 21 giugno - Camillo Pennati, poeta e traduttore italiano († 2016)
- 22 giugno - Ėduard Nikandrovič Bočarov, regista sovietico († 1989)
- 22 giugno - Ian Browne, pistard australiano († 2023)
- 22 giugno - Vera Marzot, costumista italiana († 2012)
- 22 giugno - Teruyuki Okazaki, karateka, maestro di karate e dirigente sportivo giapponese († 2020)
- 23 giugno - Bob Kenney, cestista statunitense († 2014)
- 23 giugno - Giovanni Sanna, calciatore, allenatore di calcio e dirigente sportivo italiano († 2001)
- 23 giugno - Ola Ullsten, politico e diplomatico svedese († 2018)
- 23 giugno - Juan Edmundo Vecchi, presbitero argentino († 2002)
- 24 giugno - Paulo Eduardo Andrade Ponte, arcivescovo cattolico brasiliano († 2009)
- 24 giugno - Árpád Bárány, ex schermidore e pentatleta ungherese
- 24 giugno - Giovanni Barbagli, politico italiano († 2006)
- 24 giugno - Giorgio Bellandi, pittore italiano († 1976)
- 24 giugno - Tita Carloni, architetto e politico svizzero († 2012)
- 24 giugno - Tonino Casula, artista e scrittore italiano († 2023)
- 24 giugno - Emilio Fede, giornalista, conduttore televisivo e scrittore italiano
- 24 giugno - Mario Imperoli, regista cinematografico, giornalista e sceneggiatore italiano († 1977)
- 24 giugno - George Petchey, calciatore e allenatore di calcio inglese († 2019)
- 25 giugno - Jean-Paul Beugnot, cestista francese († 2001)
- 25 giugno - Rodolfo Carelli, politico e scrittore italiano
- 25 giugno - Vishwanath Pratap Singh, politico indiano († 2008)
- 25 giugno - Jacqueline Scott, attrice statunitense († 2020)
- 25 giugno - Alfred Swift, pistard sudafricano († 2009)
- 26 giugno - Ian Kemp, musicologo inglese († 2011)
- 26 giugno - Edmond Roudnitska, ostacolista francese († 2023)
- 26 giugno - Colin Wilson, scrittore britannico († 2013)
- 27 giugno - Graziella Galvani, attrice italiana († 2022)
- 27 giugno - Geoff Harcourt, economista australiano († 2021)
- 27 giugno - Anatolij Il'in, calciatore sovietico († 2016)
- 27 giugno - Magali Noël, attrice e cantante francese († 2015)
- 27 giugno - Martinus Veltman, fisico olandese († 2021)
- 28 giugno - Hans Alfredson, regista, attore e scrittore svedese († 2017)
- 28 giugno - Carlo Bartoli, architetto e designer italiano († 2020)
- 28 giugno - Jürg Federspiel, scrittore svizzero († 2007)
- 28 giugno - Franco Foschi, politico e scrittore italiano († 2007)
- 28 giugno - Aleksandar Ivoš, calciatore jugoslavo († 2020)
- 28 giugno - Junior Johnson, pilota automobilistico e dirigente sportivo statunitense († 2019)
- 28 giugno - Geraldo Mattos, scrittore e esperantista brasiliano († 2014)
- 28 giugno - Lucien Victor, ciclista su strada belga († 1995)
- 29 giugno - Jorge Edwards, scrittore, critico letterario e giornalista cileno († 2023)
- 29 giugno - Ed Gilbert, doppiatore e attore statunitense († 1999)
- 29 giugno - Ralph Klein, cestista e allenatore di pallacanestro israeliano († 2008)
- 29 giugno - Alfredo Lulich, calciatore italiano († 2009)
- 29 giugno - Miklós Martin, pallanuotista ungherese († 2019)
- 30 giugno - Hans Gruijters, politico e giornalista olandese († 2005)
- 30 giugno - Andrew Hill, pianista e compositore statunitense († 2007)
- 30 giugno - Allan Jay, schermidore britannico († 2023)
- 30 giugno - Brian Muir, pilota automobilistico australiano († 1983)
- 30 giugno - Gennaro Soricelli, militare italiano († 1998)